# Paul Heinrich Balsam
Paul Heinrich Balsam (* 13. November 1827 in Hirschberg; † 25. August 1881 in Stettin)  war ein deutscher Gymnasiallehrer und Mathematikhistoriker.
Balsam war ab 1847 Lehrer am Marienstiftsgymnasium in Stettin. Von 1866 bis 1881 wirkte er in Stettin als besoldeter Stadtrat und Stadtschulrat. Er trat durch die erste deutsche Bearbeitung des Werkes Über Kegelschnitte des antiken Mathematikers Apollonios von Perge hervor.

## Schriften
- Des Apollonius von Perga sieben Bücher über Kegelschnitte nebst dem durch Halley wieder hergestellten achten Buche. Dabei ein Anhang, enthaltend: Die auf die Geometrie der Kegelschnitte bezüglichen Sätze aus Newton’s „Philosophiae naturalis principia mathematica“. Georg Reimer, Berlin 1861 (Online).